# 青江秀史
青江 秀史（あおえ ひでふみ）は、日本の法学者。元大阪大学大学院高等司法研究科教授。担当科目は「ベンチャー社会と法」「ベンチャー法ワークショップ」「知的財産経営」（2018年度）。

## 経歴
1979年 成蹊大学法学部卒業後、富士通に入社。
1979年4月から1986年3月まで富士通で商務部商務課、1991年12月から1992年12月まで同社の法務知的財産権本部プロジェクト課長、
1992年12月から1994年4月まで同社ブリュッセル駐在員事務所長、1998年4月から2001年10月まで広報室長、2001年10月から2002年10月まで経営戦略室主席部長を、2002年10月から2004年3月までCS経営推進室長を務めた。
2004年より大阪大学大学院高等司法研究科（法科大学院）教授（同大教授の茶園成樹の推薦により、教授に就任）。
2005年、特許庁工業所有権審議会臨時委員（弁理士試験考査委員）、2010年には大阪大学知的財産センター長、
2013年からは大阪大学大学院法学研究科附属法政実務連携センター長、大阪大学智適塾塾長を務める。
2019年8月、研究費や通勤手当などの不正受給・セクハラを理由に大阪大学から懲戒解雇される（不祥事を参照）。

## 不祥事
- 2019年3月29日、大阪大学は、住居手当と通勤手当の不正受給、出張費の虚偽請求、出張中のタクシーの不正使用など、青江が2004年以降で合計約9195万円を不正に受け取っていたと発表[4]。大学側は返還を求め刑事告訴を検討している一方で、青江は大学の調査に対し「悪意や不正な利益は全くない。調査を受けて初めて違反と知った」と弁明、大学の発表には重大な事実誤認があるとして裁判で争う姿勢を示した[4]。その後の調査で、2011年から2017年にかけて学内で女性の体形や容姿に関する不適切な発言などのセクハラ行為が判明したとし、大阪大学は8月21日付けで青江を懲戒解雇した[5][6]。青江はセクハラ行為については認めているが、不正受給に関しては依然として「納得できない」と話しているという[6]。
- 2022年12月26日、大阪大学が青江に約9000万円の返還を求めた訴訟の和解が、大阪地裁で成立した 。青江が解決金として4000万円を支払う。 大学の担当者は「和解事項のため、コメントは差し控える」としている[7]。

## 著書
- 「インターネットと特許法・商標法」（共著，高橋和之・松井茂記編『インターネットと法（第2版）』，有斐閣，2001年4月）
- 「インターネットと著作権法」（共著，高橋和之・松井茂記編『インターネットと法（第2版）』，有斐閣，2001年4月）
- 「インターネットと知的財産法」（共著，高橋和之・松井茂記編『インターネットと法（第3版）』，有斐閣，2004年5月）

## 論文・報告書
- 「大学における理工系学生向けの知的財産教育の在り方」（共著，『知財ぷりずむ : 知的財産情報』 11(131)，26-36, 2013年8月）
- 「Iprismコンティ要件定義書」（共著，2012年3月，大学・研究所等の報告）[要出典]）
- 「Iprismコンテンツ基本書Ⅱ」（共著，2012年3月，大学・研究所等の報告）[要出典]）
- 「Iprismシステム基本書Ⅱ」（共著，2012年3月，大学・研究所等の報告[要出典]）
- 「Iprismコンテンツ基本書」（共著，2011年3月，大学・研究所等の報告）[要出典]）
- 「Iprismシステム基本書」（共著，2011年3月，大学・研究所等の報告）[要出典]）
- 「夢はバラ色 大阪大学知的財産センター(IPrism)設立について」（単著，『生産と技術』63(1), 87-89, 2011年）
- 「Iprism要件定義書」（共著，2010年6月，大学・研究所等の報告）[要出典]）
- 「Iprism会議システム要件定義書」（共著，2010年6月，大学・研究所等の報告）[要出典]）
- 『ソフトウエア構築可視化法的問題報告書』（単著，2009年3月，大学・研究所等の報告）[要出典]）
- 『我が国の水際差止制度と国際協定との関係について』（単著，（財）知的財産研究所　報告書，2006年8月）
- 「富士通のEDIへの取組み (特集 電子取引) -- (実態・運用)」（単著，『ジュリスト』 (1183), 90-92, 2000年8月）
- 「デジタル情報の流通と法的基盤整備」（共著，『紋谷暢男先生還暦記念「知的財産権法の現代的課題」』発明協会，1998年）
- 「コンピュータと取引社会(1-3・完）」（共著，『NBL』300-304号，1984年3月）